# Checkpoint immunitario
I checkpoint immunitari sono regolatori di processi chiave del sistema immunitario. Queste molecole rappresentano i modulatori delle vie di segnalazione responsabili della tolleranza immunologica, un concetto che previene la distruzione di cellule proprie da parte del sistema immunitario.
Alcune molecole (nello specifico, gli inibitori dei checkpoint immunitari) sono attualmente i nuovi bersagli dell'onco-immunoterapia a causa del loro potenziale terapeutico contro alcuni tipi di cancro. Esempi di inibitori dei checkpoint immunitari sono quelli che agiscono e bloccano CTLA4, PD-1 e PD-L1.

## Checkpoint immunitari stimolatori
Quattro checkpoint immunitari stimolatori sono membri della superfamiglia del recettore del fattore di necrosi tumorale (TNF-R):  CD27, CD40, OX40, GITR e CD137. Altri due appartengono alla superfamiglia B7-CD28: CD28 e ICOS.

### Checkpoint immunitari della superfamiglia TNF-R
- CD27 - Questa molecola è vitale per la generazione delle cellule T della memoria; supporta l'espansione antigene-dipendente delle cellule T naïve.[1] CD27 è inoltre un marcatore delle cellule B della memoria.[2] L'attività di CD27 è governata dalla disponibilità temporanea del suo ligando, CD70, presente sui linfociti e sulle cellule dendritiche.[3] La co-stimolazione di CD27 sopprime la funzione effettrice dei linfociti Th17.[4] Attualmente è in fase di formulazione la molecola CDX-1127, un agonista che funge da anticorpo monoclonale anti-CD27[5], efficace al momento in animali modello.[6]
- CD40 - Questa molecola, presente su una varietà di cellule del sistema immunitario (incluse le cellule presentanti l'antigene) riconosce il suo ligando CD40L, conosciuto altrimenti come CD154 ed è temporaneamente espressa sulla superficie dei linfociti T CD4+ T attivati, come il suo ligando. La via di segnalazione mediata da CD40 permette alle cellule dendritiche di maturare e dunque di scatenare a valle l'attivazione e la differenziazione dei linfociti T.[7] Attualmente è stato formulato un anticorpo monoclonale anti-CD40, adesso posseduto da una società svizzera.[8]
- OX40 - Questa molecola, anche denominata CD134, ha come ligando OX40L/CD252. Come CD27, OX40 promuove l'espansione dei linfociti T effettori e della memoria; ad ogni modo, è anche conosciuto come inibitore della differenziazione e della funzione dei linfociti T regolatori (ad esempio inibendo la loro produzione di citochine).[9] OX40 è temporaneamente espresso in seguito all'acquisizione del TCR (Recettore dei linfociti T) ed è qui che risiede il suo valore come bersaglio terapeutico: può essere up-regolato nella maggior parte dei linfociti T presenti in lesioni infiammatorie recentemente attivati (da antigeni).[10] Si è dimostrato che gli anticorpi monoclonali anti-OX40 hanno un'utilità clinica in tumori allo stadio avanzato.[11] Attualmente sono in fase di elaborazione tre farmaci che interagiscono con OX40: MEDI0562 un agonista umano per OX40; MEDI6469, un agonista murino per OX4; MEDI6383, un agonista di OX40[12]
- GITR - sigla di "Glucocorticoid-Induced TNFR family Related gene", "gene correlato alla famiglia del TNFR indotto dai glucocorticoidi"; stimola l'espansione dei linfociti T, inclusi i Treg.[13] Il ligando di GITR è espresso principalmente sulle cellule dendritiche (cellule presentanti l'antigene).[14] Gli anticorpi anti-GITR sembrano promuovere una risposta anti-tumorale attraverso la perdita della stabilità cellulare del lignaggio dei Treg.[15][16]

### Superfamiglia B7-CD28
- ICOS - sigla per "Inducible T-cell costimulator", "Costimolatore inducibile dei linfociti T", detta anche CD278, è espressa dai linfociti T attivati. Il suo ligando è ICOSL, espresso principalmente sui linfociti B e sulle cellule dendritiche. Questa molecola sembra essere importante nella funzione effettrice dei linfociti T. Sono attualmente in fase di formulazione degli agnoisti di ICOS.[17]
- CD28 - Questa molecola è costitutivamente espressa su quasi tutte le cellule T CD4+ umane e su circa la metà delle cellule T CD8+. Possiede due ligandi: CD80 e CD86, espressi sulle cellule dendritiche, che stimolano a valle l'espansione dei linfociti T. CD28 è stato il bersaglio del "superantagonista" TGN1412 che causava diverse reazioni infiammatorie nei primi studi clinici effettuati a Londra, Marzo 2006.[18]

### Altri checkpoint immunitari stimolatori
- CD137 - Detta anche 4-1BB; quando interagisce col suo ligando, stimola la proliferazione dei linfociti T. La via di segnalazione mediata da CD137 inibisce la morte cellulare programmata dei linfociti T, in particolar modo i linfociti T CD8+ T.[17] Al 2018 è disponibile un farmaco (lipocalina) bi-specifica per CD137 e HER2.[19]
- CD122 - Questa molecola rappresenta la sub-unità beta del recettore dell'IL2 (Interleuchina 2); questo recettore aumenta i tassi di proliferazione dei linfociti T CD8+.[20] Attualmente è in fase di sperimentazione una citochina stimolatoria basata sulla struttura di CD122, detta NKTR-214. Attualmente lo studio è in Fase 1 e i risultati sono stati annunciati nel 2016, Novembre.[21][22]

## Checkpoint immunitari inibitori
- A2AR - Sigla per "Adenosine A2A receptor", "Recettore A2A dell'adenosina"; è un checkpoint immunitario considerato molteplici volte nella onco-immunologia a causa della presenza di adenosina nel microambiente immunitario. L'adenosina si lega ad A2AR e ciò scatena un meccanismo a retroazione negativa (feedback negativo) che sopprime la risposta immunitaria. Il microambiente tumorale, difatti, possiede concentrazioni relativamente alte di adenosina.[23]
- B7-H3 - detto anche CD276, venne originariamente definito come "molecola co-stimolatoria" della risposta immunitaria; al giorno d'oggi è invece definito come "co-inibitore" della risposta immunitaria.[24][25] Al 2018 è in fase di sperimentazione un anticorpo monoclonale (detto MGA271) che possiede un frammento Fc ottimizzato per il legame con B7-H3.[26] I recettori di B7-H3 non sono stati ancora identificati.[27]
- B7-H4 - detto anche VTCN1, è espresso da cellule tumorali e dai macrofagi associati al tumore; gioca un ruolo nella fase di "tumour escape".[28]
- BTLA - sigla per "B and T Lymphocyte Attenuator" (Attenuatore dei linfociti B e T), detta anche CD272; ha come ligando HVEM (Herpesvirus Entry Mediator). L'espressione di BTLA sulla superficie dei linfociti CD8+ umani è gradualmente down-regolata dal fenotipo naive fino a quello pienamente differenziato (effettore); diversi linfociti T CD8+ umani tumore-specifico esprimono livelli alti di BTLA.[29]
- CTLA-4 - sigla di "Cytotoxic T-Lymphocyte-Associated protein 4" (Proteina 4 associata ai linfociti T citotossici); denominata anche CD152; è il bersaglio del farmaco Ipilimumab (nome commerciale "Yervoy") , approvato dalla FDA nel marzo 2011 per la cura del melanoma. L'espressione di CTLA-4 sui linfociti T(reg) modula i tassi di proliferazione dei linfociti T.[30][31]
- IDO - Sigla per "Indoleamine 2,3-dioxygenase"; un enzima coinvolto nel catabolismo del triptofano che possiede anche proprietà da checkpoint immunitario inibitore. Analogo a IDO c'è TDO (tryptophan 2,3-dioxygenase), un enzima che sopprime le cellule T e NK, genere e attiva i T(regs) e le cellule mieloderivate inibitrici della risposta immunitaria. Promuove inoltre l'angiogenesi tumorale.[32] Attualmente sono in fase di elaborazione dei farmaci che inibiscono le vie di segnalazione mediate da IDO.[33][34]
- KIR - sigla per "Killer-cell Immunoglobulin-like Receptor", è un recettore per le molecole del MHC di Classe I" presente sulle cellule Natural Killer. Attualmente è in fase di sperimentazione un anticorpo monoclonale (Lirilumab) anti-KIR.
- LAG3 - Sigla per "Lymphocyte Activation Gene-3" o "Gene-3 per l'attivazione dei linfociti"; sopprime una risposta immunitaria interagendo sia con i linfociti T Regolatori (T-Regs) che interagendo direttamente con i linfociti T CD8+ .[35] Attualmente è in fase di sperimentazione (Fase I) un anticorpo monoclonale anti-LAG3, denominato BMS-986016.
- PD-1 - Sigla per "Programmed Death 1 (PD-1)" o "Morte programmata 1"; è un recettore che possiede due ligandi: PD-L1 e PD-L2. Questo checkpoint è il bersaglio del farmaco Pembrolizumab (nome commerciale "Keytruda"), approvato nel Settembre 2014 dalla FDA contro casi di melanoma. Esso contribuisce a ristabilire la funzione immunitaria nel microambiente del tumore.[36] Questo recettore è bersaglio anche del farmaco Nivolumab (Nome commerciale "Opdivo") approvato in italia per carcinoma del rene, tumore al polmone, linfoma[37].
- TIM-3 - Sigla per "T-cell Immunoglobulin domain and Mucin domain 3", ovvero "Dominio immunoglobulinico delle cellule T e Dominio Mucina 3", espressa sui linfociti T CD4+ umani attivati. Essa regola la secrezione delle citochine secrete da Th1 e Th17.[38] TIM-3 agisce da regolatore negativo della funzione dei linfociti Th1/Tc1, scatenando la morte cellulare mediante interazione con il suo ligando, la galectina-9.[39]
- VISTA (proteina) - Sigla per "V-domain Ig suppressor of T cell activation", ovvero "Immunoglobulina con dominio V, inibitore dell'attivazione delle cellule T". La sua presenza viene rilevata sulle cellule emopoietiche[40] e pertanto anche sui leucociti che infiltrano il tumore. L'inibizione ("blockade") di vista potrebbe rivelarsi una strategia efficace lungo un ampio spettro di tumori solidi.[41]

## Inibitori dei checkpoint immunitari inibitori
I farmaci (o analoghi candidati) che bloccano o inibiscono i checkpoint immunitari inibitori sono solitamente denominati "inibitori dei checkpoint immunitari"; questa idea è di solito correlata all'idea di "immune checkpoint blockade", o semplicemente "checkpoint blockade". Questi farmaci sono attualmente in via di elaborazione per mezzo di diverse aziende farmaceutiche.